# Jyväskylän (đô thị)

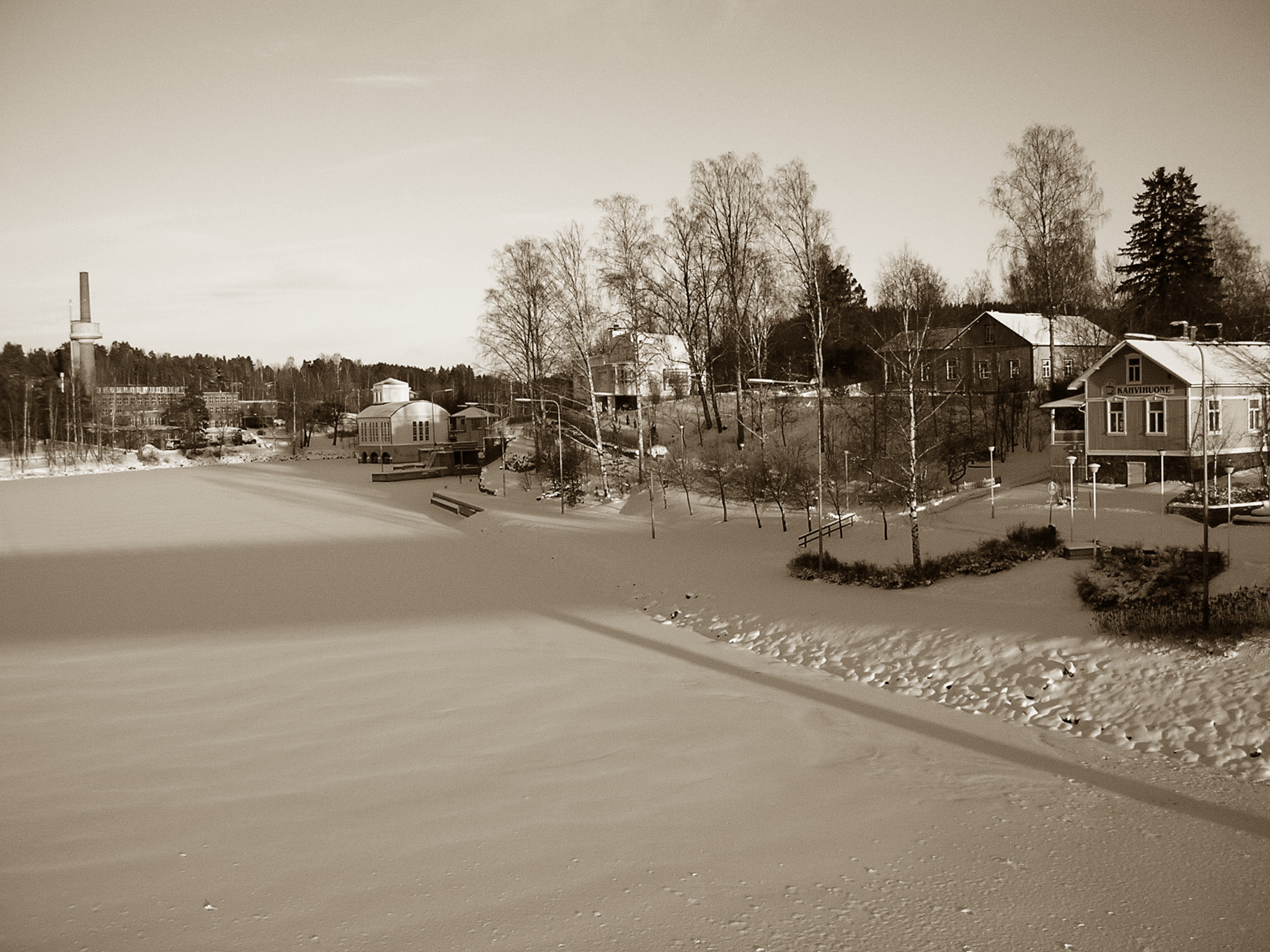
Vaajakoski về mùa Đông.

Đô thị Jyväskylän (Jyväskylä landskommun trong tiếng Thụy Điển), là một thành phố và đô thị Phần Lan nằm bên hồ Päijänne. Thành phố này có 3 trung tâm dân cư: Vaajakoski, Tikkakoski và Palokka. Sân bay Jyväskylä ở Tikkakoski là một trong những sân bay bận rộn nhất ở Phần Lan. Tại thời điểm ngày 1/9/2008, dân số Jyväskylän là 36.389 người. Jyväskylän có diện tích 534,34 km², trong đó có 85,05 km² là diện tích mặt nước. Mật độ dân số là 63,3 người trên mỗi km². Đô thị được lập1868. Đô thị này sẽ được hợp nhất với thành phố Jyväskylä ngày 1 tháng 1 năm 2009.
Cự ly so với các thành phố: 
- Helsinki 270 km
- Kuopio 140 km
- Lahti 170 km
- Tampere 150 km